# Sinus coronarius
De sinus coronarius of kroonboezem is een grote ader die het bloed uit de hartspier verzamelt en naar het rechteratrium voert. Hij loopt in de groeve tussen de linkerventrikel en het linkeratrium van het hart, en mondt uit in het rechteratrium tussen de vena cava inferior en de tricuspidalisklep.
De wand van de sinus coronarius bevat atriale hartspiercellen en kan daardoor de elektrische activatie voortgeleiden die het hart gebruikt om gecoördineerd samen te trekken. Tijdens normaal hartritme speelt dit geen rol van betekenis, maar het kan een rol spelen bij atriumfibrilleren.

Een linkerventrikeldraad van een biventriculaire pacemaker wordt meestal geplaatst in een zijtak van de sinus coronarius.